# Pleurotomella hayesiana
Pleurotomella hayesiana is een slakkensoort uit de familie van de Raphitomidae. De wetenschappelijke naam van de soort is voor het eerst geldig gepubliceerd in 1871 door George French Angas.